# Boros schneideri
Espèce
Boros schneideri est une espèce d'insectes de la famille des Boridae de l'ordre des coléoptères. L'espèce est protégée.